# Peuplier faux-tremble
Populus tremuloides
Pour les articles homonymes, voir Aspen (homonymie).
Espèce
Classification APG III (2009)
Le peuplier faux-tremble (Populus tremuloides) est une espèce de plantes à fleurs de la famille des salicacées. C'est un arbre à feuilles caduques natif des régions les plus froides de l'Amérique du Nord, avec une limite déterminée par son intolérance au pergélisol. Il est présent dans tout le Canada. 

## Noms
Plusieurs noms sont utilisés en anglais pour désigner Populus tremuloides, principalement « aspen » : quaking aspen,, trembling aspen,, American aspen, mountain aspen, golden aspen, trembling poplar, white poplar ou popple, voire d'autre noms.

## Description
Le Peuplier faux-tremble est un arbre de taille moyenne atteignant 25 m de hauteur. Son tronc est droit, long et dépourvu de branches sur la majeure partie de sa longueur, d'un diamètre moyen de 40 cm à sa base. Sa cime est courte et arrondie. Ses racines sont superficielles et très étalées.
Son écorce est lisse, d'apparence cireuse, d'une couleur vert pâle sur les tiges les plus jeunes à une couleur vert gris et marquée de nombreux traits horizontaux chez les jeunes arbres. L'écorce s'assombrit et devient plus écaillée avec l'âge.

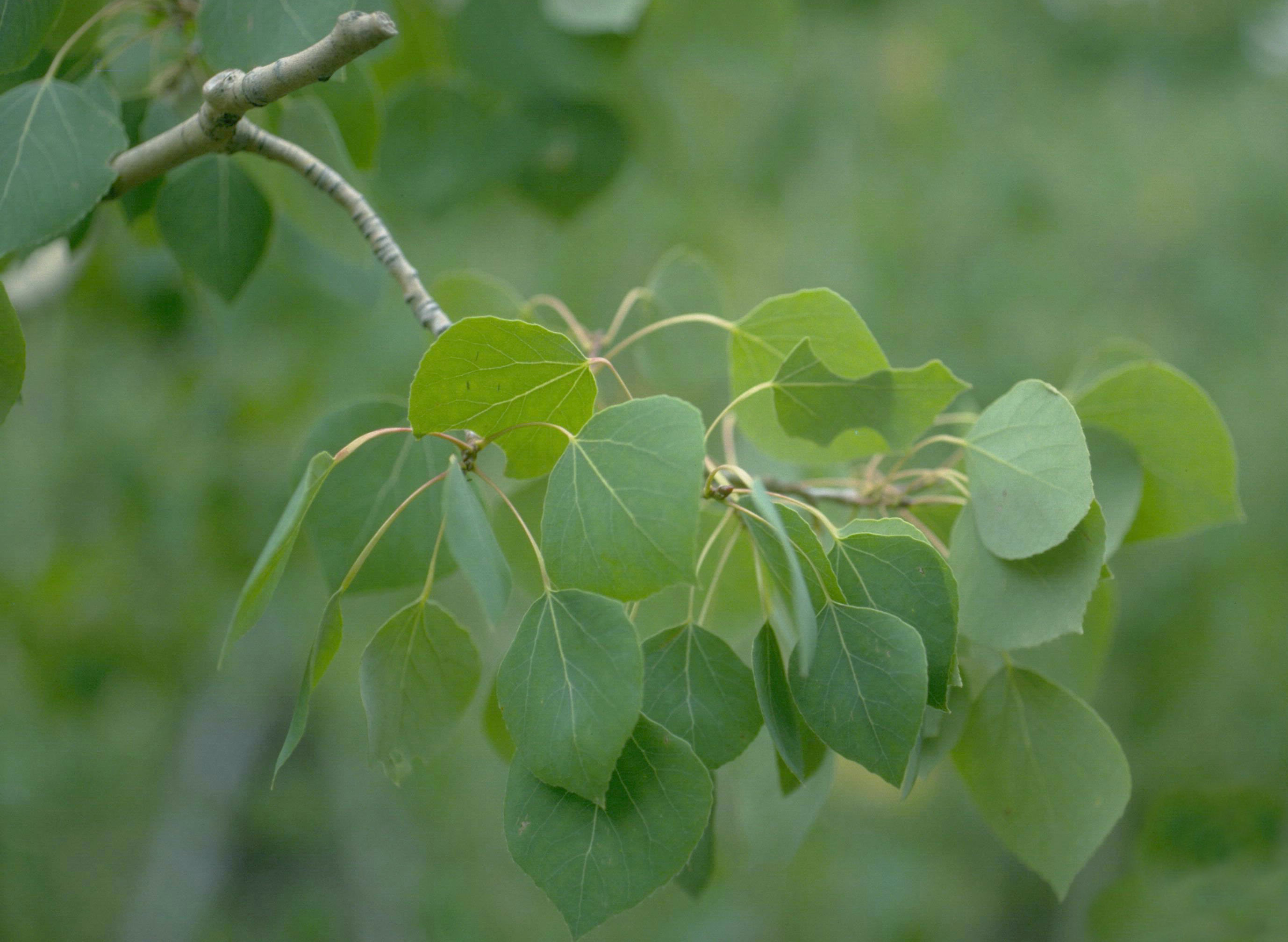
Feuilles du peuplier faux-tremble.

Ses feuilles sont simples et alternes. Elles sont de forme ovale et ont une dimension allant de trois à sept centimètres de longueur. Elles ont de 20 à 30 petites dents sur leur bord. La face supérieure de la feuille est vert foncé et le dessous plus jaunâtre. Le pétiole est aplati, grêle et généralement plus long que le limbe. Les feuilles s'agitent à la moindre brise ce qui donne l'impression que tout le feuillage « tremble ». La feuillaison de l'arbre est de sept à dix jours plus précoce que celle du peuplier à grandes dents (Populus grandidentata).
Sa floraison est printanière et a lieu avant l'apparition des feuilles. Elle est composée de chatons mâles et femelles pendants. Le chaton femelle, d'une longueur de 10 cm est composé de capsules coniques, étroites et glabres. Chaque capsule mesure de cinq à sept millimètres de longueur et renferme une dizaine de graines. 

L'automne, ses feuilles prennent une teinte dorée, puis virent au gris jaunâtre avant de tomber.

## Répartition et habitat

### Répartition

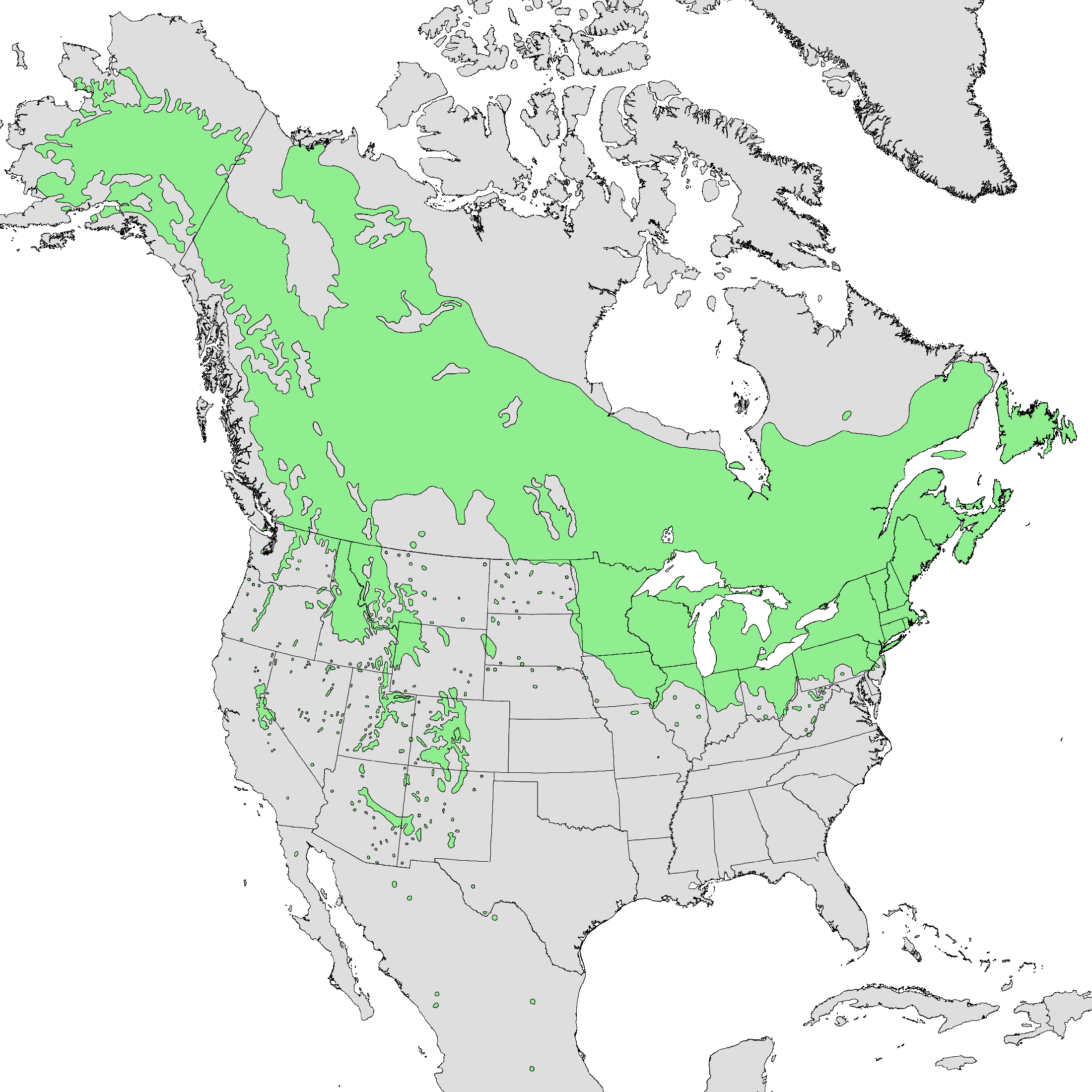
Carte de répartition de Populus tremuloides.

Le Peuplier faux-tremble est l'un des arbres les plus répandus d'Amérique du Nord, l'un des rares arbres angiospermes à feuillage décidu dont l'aire de répartition s'étend de l'Atlantique au Pacifique, et ce de manière continue. Dans l'axe nord-sud, l'espèce est présente depuis le cercle polaire arctique jusqu'au nord de la vallée de Mexico. Cependant les populations les plus méridionales, qui sont des reliques des glaciations du Pléistocène, deviennent très fragmentées.

### Habitat
Au regard des processus de dynamique forestière, le peuplier faux-tremble fait partie des espèces pionnières. Il est ainsi capable de coloniser en pleine lumière des sites perturbés, comme des terres agricoles abandonnées, des zones incendiées ou des parterres de coupes de bois, et d'y pousser rapidement en peuplements purs. À l'inverse, il est intolérant à l'ombre.
C'est un arbre qui peut occuper une grande variété de sols différents, mais ce sont les sols bien drainés et à texture fine qui lui conviennent le mieux.
On le rencontre souvent en populations pures, surtout quand celles-ci sont jeunes. Il peut aussi se trouver associé à d'autres essences, comme l'épinette blanche (Picea glauca), l'épinette noire (Picea mariana), le bouleau à papier (Betula papyrifera), le peuplier baumier (Populus balsamifera) et le pin gris (Pinus banksiana).

### Clones naturels
Il se propage soit grâce à ses graines, soit par extension de ses racines, et les grandes colonies clonales sont communes. Chaque colonie composée de centaines ou de milliers d'arbres provient du même organisme, et tous les arbres de la colonies sont identiques au niveau de leurs caractéristiques et partagent le même réseau de racines. Comme tous les arbres d'une même colonie sont considérés comme faisant partie du même organisme, une colonie clonale nommée Pando, est considérée comme l'organisme vivant le plus lourd et le plus âgé de la planète, avec une masse estimée de 6 000 tonnes, et un âge de 80 000 ans.

## Rôle écologique
Plus de 500 espèces de chenilles de Lépidoptères peuvent se nourrir des feuilles de ce peuplier. C'est un arbre important pour la faune en général. Son écorce et ses feuilles comptent parmi les aliments préférés du Castor du Canada (Castor canadensis) et fait aussi partie du régime alimentaire du Porc-épic d'Amérique (Erethizon dorsatum) de l'élan et de plusieurs espèces de Cervidés.
Cet arbre se défend toutefois contre les prédateurs qui ont coévolué avec lui, en sécrétant des tannins et par diverses stratégies biochimiques adaptées aux vertébrés et invertébrés herbivores. Comme tous les feuillus poussant au bord de l'eau (saule, aulne...) et ayant évolué avec les castors depuis des millions d'années, il recèpe par ailleurs facilement quand il a été coupé.

## Systématique

### Nomenclature et étymologie
Cette espèce a été décrite pour la première fois sous le nom Populus tremuloides par André Michaux, botaniste et explorateur français, en 1803 dans son ouvrage Flora boreali- Americana.
Le peuplier faux-tremble est aussi connu sous le nom de « tremble » en Amérique du Nord.
Le genre « Populus » provient du nom en latin classique du peuplier. Il dérive probablement de paipallo (vibrer ou trembler) ou de arbor populi (arbre du peuple) surnom provenant du fait qu'il était utilisé pour décorer les places publique à Rome. Quant au spécifique « tremuloides », il signifie littéralement « ayant tendance à trembler », du latin tremulus (trembler) et du grec eides (aspect, forme). Cela fait référence au fait que, sous l'action du vent, les feuilles oscillent de part et d'autre de l'axe formé par leur pétiole aplati et leur nervure centrale. Cependant, dans le sens plus traditionnel à la botanique, il est généralement admis que son nom fait référence à sa ressemblance au peuplier tremble.
La précision "faux"-tremble vient du fait que cette espèce est différente du peuplier tremble (Populus tremula), dont les feuilles ont le même comportement sous l'action du vent, mais qui vit en Eurasie.
En 1975, Áskell Löve et Doris Benta Maria Löve proposèrent de considérer cette espèce comme une sous-espèce de Populus tremula, sous le nom Populus tremula subsp. tremuloides (Michx.) Á. Löve & D. Löve, mais cette proposition n'a pas été retenue.

## Utilisations
Les Amérindiens mélangeaient son écorce pulvérisée avec du sucre pour en faire un vermifuge.
Le bois du peuplier faux-tremble est l'un des plus tendres des feuillus d'Amérique du Nord. Plusieurs conifères, comme le pin gris (Pinus banksiana), le mélèze laricin (Larix laricina) ou l'épinette noire (Picea mariana) ont des bois plus denses que le peuplier. Parmi les autres espèces de feuillus de l'Est de l'Amérique du Nord, seul le tilleul d'Amérique (Tilia americana) présente une résistance en flexion et un module d'élasticité moindre. Son bois est facile à travailler, il présente une excellente qualité au perçage avec point de centrage, au tournage, au façonnage et au mortaisage. Son seul grand défaut est qu'il ne se ponce pas.
Son bois tendre est l'un des plus utilisés dans l'industrie des pâtes et papiers.